# Guatteria eugeniifolia
Guatteria eugeniifolia là loài thực vật có hoa thuộc họ Na. Loài này được A.DC. ex R.E.Fr. mô tả khoa học đầu tiên năm 1939.